# Adam Jarzębski
Adam Jarzębski (nacido en Warka en 1590 y fallecido en Varsovia en 1648) fue uno de los primeros compositores, violinistas, poetas y escritores barrocos de Polonia. La primera mención documentada de Jarzębski fue en 1612, cuando se convirtió en un miembro de la capilla de Johann Siegmund Hohenzollern en Berlín. El 30 de abril de 1615 se le concedió permiso para pasar un año en Italia para avanzar en sus habilidades como compositor y el conocimiento de la música italiana. No había regresado a Berlín cuando se trasladó a Varsovia y se convirtió en un miembro de la Capilla Real de la capital de la Mancomunidad Polaco-Lituana.